# ジェクテルデミット・グラグチャ
ジェクテルデミット・グラグチャ（Jügderdemidiin Gürragchaa, モンゴル語: Жүгдэрдэмидийн Гүррагчаа; 1947年12月5日 - ）は、モンゴル人初の宇宙飛行士で、アジア人としても2番目の宇宙飛行士である。2000年から2004年の間はモンゴル国の国防大臣を務めた。
モンゴルのグルワンブラグ（Gurvanbulag）で生まれた。ウランバートルで学び、航空宇宙技術者となった。空軍に入り少将に昇格した。1978年3月1日、ソビエトのインターコスモス計画の宇宙飛行士に選ばれ、1981年3月22日、ソビエト人宇宙飛行士ウラジーミル・ジャニベコフとともに、ソユーズ39号がバイコヌール宇宙基地から打ち上げられた。サリュート6号に乗り込み地球科学に関する実験を行った。7日と20時間42分の間、地球を124周回した後、ジェズカズガンの南東170kmに着陸した。
1981年にソ連邦英雄の称号を得た。ウランバートルの南にあるザイサン記念碑には、グラグチャの飛行をたたえた壁画が掲げられた。
モンゴルの防空軍の首席を務めた後、国防相となった。